# 大備村
大備村（おおびそん / おおびむら）は、岡山県吉備郡にあった村。現在の倉敷市の一部にあたる。

## 地理
高梁川下流右岸に広がる平野部に位置し、南部で高梁川に小田川が合流していた。

## 歴史
- 1889年（明治22年）6月1日、町村制の施行により、下道郡岡田村、川辺村が発足[4]。
- 1900年（明治33年）4月1日、上記2村は郡の統合により吉備郡に所属[4]。
- 1951年（昭和26年）4月1日、上記2村が合併して大備村が発足[2][3][5]。岡田、辻田、川辺の3大字を編成[3]。役場を旧岡田村役場に置き、旧川辺村役場は出張所とした[3]。
- 1952年（昭和27年）4月1日、吉備郡箭田町、二万村、薗村、呉妹村と合併し、真備町を新設して廃止された[2][3][5]。合併後、真備町大字岡田・辻田・川辺[注釈 2]となる[3]。

### 地名の由来
旧岡田村の黄薇高等小学校などの学校名称に用いられていた黄薇（）に基づき、薇が当用漢字に含まれていなかったため音から大備（）とした。黄薇（）は吉備の当て字ともいわれている。

## 産業
- 農業